# Републикански път II-34
Републикански път II-34 е второкласен път, част от републиканската пътна мрежа на България, изцяло на територията на област Плевен. Дължината му е 44,5 km.
Пътят се отклонява надясно при 80,1 km на Републикански път I-3 северно от село Гривица и се насочва на североизток през Средната Дунавска равнина. Минава последователно през селата Коиловци, Мечка, Асеново и Дебово, където завива на северозапад, покрай левия бряг на река Осъм. Преди село Муселиево завива на север, пресича реката, минава през селото и през село Жернов и продължава на север покрай десния бряг на Осъм. При устието на реката в Дунав, завива на изток и достига до центъра на град Никопол.
От него надясно се отклоняват два третокласни пътя от Републиканската пътна мрежа с четирицифрени номера:
- при 8,0 km, в село Коиловци — Републикански път III-3402 (35,9 km) през градовете Славяново и Пордим и селата Вълчитрън, Дренов и Дойренци до 39,9 km на Републикански път III-301;
- при 26,0 km, в село Дебово — Републикански път III-3404 (6,2 km) до 99,0 km на Републикански път II-52.

| Пътища, отклоняващи се надясно (населено място, № на пътя, посока на пътя)                           | км   | Пътища, отклоняващи се наляво (посока на пътя, № на пътя, населено място) |
| --- | ---- | ------------------------------------------------------------------------- |
| Община Плевен I-3, 80,1 km →                                                                         | 0,0  | → 80,1 km, I-3 Община Плевен                                              |
| | 2,4  | → общински път (за с. Върбица)                                            |
| | 6,6  | ← 18,7 km, III-1106 (от 198,3 km на II-11) → общински път (за с. Върбица) |
| (до 39,9 km на III-301) III-3402, 0,0 km, с. Коиловци ←                                              | 8,0  | с. Коиловци                                                               |
| с. Мечка                                                                                             | 14,4 | с. Мечка                                                                  |
| Община Никопол                                                                                       | 19,8 | община Никопол                                                            |
| с. Асеново                                                                                           | 20,9 | с. Асеново                                                                |
| (от 50,8 km на I-3) III-304, 24,5 km, с. Дебово → (до 99,0 km на II-52) III-3404, 0,0 km с. Дебово ← | 26,0 | с. Дебово                                                                 |
| (за с. Евлогиево) общински път, с. Муселиево ←                                                       | 32,1 | с. Муселиево                                                              |
| (за с. Въбел) общински път ←                                                                         | 33,9 |                                                                           |
| с. Жернов                                                                                            | 35,1 | с. Жернов                                                                 |
| | 40,9 | ← 216,9 km II-11 (от 19,7 km на I-1)                                      |
| (от 11,0 km на I-5) II-52, 115,0 km, гр. Никопол →                                                   | 44,5 | гр. Никопол                                                               |